# Alberto López Jiménez
Alberto López (Granada, España, 27 de mayo de 1995) es un futbolista español. Juega de defensa y su equipo actual es el Recreativo de Huelva de la Primera División RFEF.

## Trayectoria
Formado en la cantera del Granada CF, llegó a las categorías inferiores del Málaga CF. El lateral zurdo disputa cinco temporadas en La Academia y la temporada 2015-16 fue un fijo en las alineaciones de Manel Ruano en el filial blanquiazul, con el que disputó la fase de ascenso a Segunda B.
En verano de 2016, el capitán del Atlético Malagueño comienza la pretemporada entrenando a las órdenes de Juande Ramos junto a la primera plantilla malaguista y, a partir de julio de 2016, es cedido al RCD Mallorca de la Segunda División de España.
El 31 de enero de 2017, el jugador rompe su contrato de cesión con el RCD Mallorca y llega al Real Murcia de la Segunda División B de España, cedido por el Málaga CF hasta el final de la temporada.
En la temporada 2017-18, regresa al Atlético Malagueño de la Tercera División de España.
El 13 de mayo de 2018, debuta en la Primera División de España con el Málaga CF, disputando 45 minutos en un encuentro frente al RCD Espanyol que acabaría con derrota por cuatro goles a uno.
En la temporada 2018-19, juega en las filas del Atlético Malagueño de la Segunda División B de España con el que disputa 33 partidos.
En la temporada 2019-20, firma por el Recreativo Granada de la Segunda División B de España con el que disputa 24 partidos.
En enero de 2021, tras comenzar la temporada sin equipo, firma por el Recreativo Granada de la Segunda División B de España con el que disputa 17 partidos.
El 8 de noviembre de 2021, tras comenzar la temporada sin equipo, el jugador regresa al Real Murcia CF de la Segunda División RFEF.
El 17 de julio de 2023, firma por el Club Deportivo Lugo. de la Primera Federación.
El 19 de julio de 2024, pasa a formar parte de la plantilla del Real Club Recreativo de Huelva.

## Clubes
| Club                                  | País   | Año       |
| ------------------------------------- | ------ | --------- |
| Atlético Malagueño                    | España | 2014-2016 |
| Real Club Deportivo Mallorca (cedido) | España | 2016      |
| Real Murcia (cedido)                  | España | 2017      |
| Atlético Malagueño                    | España | 2017-2019 |
| Málaga CF                             | España | 2018      |
| Recreativo Granada                    | España | 2019-2021 |
| Real Murcia                           | España | 2021-2023 |
| C.D. Lugo                             | España | 2023-2024 |
| Recreativo de Huelva                  | España | 2024-Act. |